# Хлеб поровну
Хлеб поровну (азерб. Şərikli çörək) — азербайджанский советский фильм. Премьера — 1971 (Москва).

## О фильме
Действие происходит в конце Великой Отечественной войны. Вагиф, мальчик с бакинского двора, на несколько дней остался один. Он потерял хлебные карточки. Чтобы заработать на хлеб, ему приходится таскать воду соседей, торговать водой на базаре. Вагиф теряет близкого человека. Но во всех испытаниях рядом с мальчиком были друзья, готовые поддержать поделиться последним куском хлеба.

## В ролях
- Кямран Раджабли — Вагиф
- Туна Намазова — Лейла
- Фируз Алиев — Тофик
- Хосров Мамаев — Ашраф
- Мирзаага Мирзоев — Генка
- Чингиз Кулиев — Мишка
- Садая Мустафаева — Шамама
- Фазиль Салаев — Мухаммед
- Ага Гусейн Джавадов — дедушка
- Гусейнага Садыгов — Паша
- Амина Юсифкызы — Судабе

## Съёмочная группа
- Режиссёр — Шамиль Махмудбеков
- Сценарист — Алла Ахундова
- Оператор — Тейюб Ахундов
- Композитор — Васиф Адыгёзалов